# Скинимай
Скинимай (лит. Skynimai, пол. Pasieki Landwarowskie) — деревня в Лентварском старостве, в Тракайском районе Вильнюсского уезда Литвы. Располагается в 1 км на западе от Лентвариса.

## Физико-географическая характеристика
Скинимай располагается в 2 км на западе от центра Лентвариса, на севере граничит с деревней Матишке, на востоке и юге — с Ленвтарисом. Главная улица — Balčio gatvė (улица Бальчё).

## История
Деревня под названием Pasieki упоминается на Польских картах 1925 и 1933 годов, под названием Пасеки упоминается на Советских картах 1940 года, на картах 1985 и 1990 годов обозначена как Скинимай.

## Население
| 1931                           | 1959 | 1970 | 1979 | 1989 | 2001 | 2011 | 2021 |
| ------------------------------ | ---- | ---- | ---- | ---- | ---- | ---- | ---- |
| 97                             | 158  | 242  | 19   | 18   | 18   | 28   | 47   |
| Гистограмма динамики населения |      |      |      |      |      |      |      |